# David Álvarez Aguirre
David Álvarez Aguirre (* 5. Februar 1984 in Avilés, Spanien), auch in der Schreibweise Kily Álvarez oder kurz Kily bekannt, ist ein ehemaliger äquatorialguineischer Fußballspieler auf der Position eines Außenverteidigers. Er war zuletzt für SDCR La Corredoría in Spanien und die Äquatorialguineische Fußballnationalmannschaft aktiv.

## Karriere

### Verein
Der gebürtige Spanier mit äquatorialguineischen Wurzeln begann seine Karriere in der Jugend von Real Oviedo. Im Jahr 2003 gab Álvarez Aguirre sein Debüt in der Ersten Mannschaft des Vereins. Im darauffolgenden Jahr wechselte er zum UP Langreo, wo er zwei Spielzeiten lang spielte. 2006 unterschrieb er einen Vertrag bei Atlético Madrid und kam fortan in der B-Mannschaft des Vereins zum Einsatz. Nach zwei Saisons in Madrid wechselte Álvarez Aguirre 2008 zum Orihuela CF, ein Jahr später zum Novelda CF. Im Sommer 2010 unterschrieb er erneut bei UP Langreo, kam allerdings noch im selben Jahr während eines kurzen Gastspiels für den Club Marino de Luanco zum Einsatz. Bis zu seinem Karriereende 2018 war er noch bei weiteren sieben unterklassigen Vereinen aktiv.

### Nationalmannschaft
Sein Debüt für die Äquatorialguineische Fußballnationalmannschaft gab Kily am 2. Juni 2007, im Rahmen der Qualifikation zur Afrikameisterschaft 2008 unter den damaligen Trainer Jordan de Freitas, gegen die Mannschaft aus Ruanda (2:0). Von 2007 bis 2014 bestritt er 22 Spiele für die A-Nationalmannschaft Äquatorialguineas, darunter sechs Partien in der Qualifikation zur WM 2010. Während der Afrikameisterschaft 2012 schoss er gegen den Senegal sein einziges Länderspieltor und sicherte damit dem Team die Teilnahme am Viertelfinale. Seinen letzten Einsatz im Trikot der Nzalang Nacional bestritt Kily am 4. Juni 2014 im Freundschaftsspiel gegen die Mannschaft des afrikanischen Inselstaat São Tomé und Príncipe.